# John Nance Garner
John Nance Garner IV (Detroit, 22 de novembro de 1868 – Uvalde, 7 de novembro de 1967) foi o 32º Vice-presidente dos Estados Unidos, servindo nos mandatos iniciais do presidente Franklin Delano Roosevelt.
Garner tinha ascendência de índios Cherokee do lado paterno.
Advogado e depois juiz no Texas, foi eleito de 1898 a 1902 para a Câmara dos Representantes do Texas.
Em 1902 Garner foi eleito pelo Partido Democrata para a Câmara dos Representantes num novo distrito do Texas rural. Seria consecutivamente eleito 14 vezes, até 1933.
Em 1929 foi escolhido como líder da minoria democrata na Câmara do Congresso. Em 1931, torna-se o Speaker.
Em 1932 Garner apresentou-se nas primárias democratas. Afrontou o governador de Nova Iorque, Franklin Delano Roosevelt. Quando este último se tornou o favorito para a nomeação, Garner conseguiu convencê-lo a ser o candidato à vice-presidência.
Em novembro de 1932 foi reeleito para a Câmara dos Representantes, ao mesmo tempo que seria eleito como vice-presidente na vitória de Roosevelt contra o presidente anterior, Herbert Hoover.
Foi das últimas pessoas a falar por telefone com John F. Kennedy, no próprio dia do assassinato do presidente, combinando pormenores da sua visita ao Texas.
Garner morreu em 7 de novembro de 1967, 15 dias antes de completar 99 anos, sendo assim, até os dias atuais, o vice-presidente mais longevo da história dos EUA.
- Commons
- Wikiquote